# Pull the Pin
Albums de Stereophonics
Live from Dakota(2006) et l'album solo de Kelly Jones: Only the Names Have Been Changed
(2007)
Pull the Pin est le nom du sixième album de Stereophonics, sorti le 10 octobre 2007. Le premier single de l'album est It Means Nothing.

## Liste des pistes
1. Soldiers Make Good Targets
2. Pass The Buck
3. It Means Nothing
4. Bank Holiday Monday
5. Daisy Lane
6. Stone
7. My Friends
8. I Could Lose Ya
9. Bright Red Star
10. Lady Luck
11. Crush
12. Drowning